# Yevonde Middleton
Yevonde Cumbers Middleton, née Yevonde Cumbers, qui signait de son nom professionnel Madame Yevonde, (5 janvier 1893 - 22 décembre 1975), est une photographe anglaise, pionnière dans l'utilisation de la couleur dans les portraits photographiques.

## Biographie
Née en 1893 en Grande-Bretagne, Yevonde Cumbers a, à l'adolescence, pour héroïne la féministe Mary Wollstonecraft. Elle rejoint le mouvement des suffragettes en 1910, puis fait le choix de devenir apprentie photographe. Elle sollicite et obtient un apprentissage de trois ans avec la photographe portraitiste Lallie Charles.
Grâce aux connaissances techniques acquises auprès de Lallie Charles et à un don de 250 £ UK de son père, elle ouvre son propre studio à l'âge de 21 ans au 92, Victoria Street, à Londres. Elle commence à se faire un nom en invitant des personnalités connues à poser gratuitement. Très vite, ses photos paraissent dans des magazines mondains tels que Tatler et The Sketch. Son style s'éloigne rapidement de la rigidité du « pigeon pouter » de Lallie Charles, pour s'orienter vers un style plus créatif. Ses sujets sont souvent photographiés en détournant le regard de l'appareil et elle commence à utiliser des accessoires pour créer des effets.
En 1920, Yevonde Cumbers se marie avec un journaliste et dramaturge, Edward Middleton, dont elle prend le nom. Elle ouvre un studio plus grand, adhère à l'Association des photographes professionnels ainsi qu'à la Société royale de photographie, et présente son travail dans des expositions.
Au début des années 1930, elle commence à expérimenter la photographie en couleur, en utilisant un nouveau procédé couleur, Vivex (en) de la société Colour Photography Limited de Willesden. L'introduction de la photographie en couleur n'est pas immédiatement populaire : les photographes et le public sont tellement habitués aux photos en noir et blanc que les premières réactions au nouveau procédé tendent à être hostiles, et ce procédé Vivex reste complexe. Yevonde Middleton, cependant, est enthousiaste et passe des heures dans son studio à expérimenter le procédé pour obtenir les meilleurs résultats. 
Lors d'une conférence en 1932 devant ses pairs de la Royal Photographic Society intitulée « Why Colour ? », Yevonde déclare : « Si nous devons avoir des photographies en couleur, pour l'amour du ciel, ayons une explosion de couleurs, et pas vos insipides effets teintés à la main. ».
En 1932 également, elle présente une exposition de portraits et de natures mortes, à la galerie Albany, dans le quartier Mayfair. Cette exposition, moitié monochrome, moitié couleur, rencontre un certain succès.
Son travail attire l'attention de la famille royale anglaise. Sa notoriété lui permet ainsi de réaliser une série restée notoire et intitulée Goddesses (« Déesses »). Les participantes à ses séances de poses sont vêtues de costumes précédemment portés lors d'un bal de charité de la haute société londonienne, organisé au Claridge's en mars 1935, et incarnent des figures de la mythologie, entourées d'objets choisis par la photographe. Ses photos, ainsi mises en scène, utilisent la couleur, le costume et les accessoires pour créer une atmosphère spécifique autour des sujets. Ses œuvres, représentant Circé ou Minerve, ont été qualifiées de « tableaux vivants ».
À la fin de l'année 1939, l'entreprise Colour Photographs Ltd ferme ses portes, et le procédé Vivex cesse d'exister. Cette même année, en avril, son mari meurt. Yevonde Middleton se remet à travailler en noir et blanc et continue de réaliser des portraits remarqués. Elle travaille jusqu'à sa mort, en décembre 1975, deux semaines avant son 83e anniversaire, c'est surtout son travail des années 1930 qui est passé à la postérité, ces œuvres ayant beaucoup  contribué à valoriser la photographie en couleur.